# ۵۱۵ (خورشیدی)
۵۱۵ پانصد و پانزدهمین سال هجری خورشیدی است.